# Badiera
Badiera es un género de plantas con flores perteneciente a la familia  Polygalaceae.  Comprende 18 especies descritas y de estas, solo 14 aceptadas.

## Taxonomía
El género fue descrito por Augustin Pyrame de Candolle  y publicado en Prodromus Systematis Naturalis Regni Vegetabilis 1: 334. 1824.  La especie tipo es: Badiera penaea (L.) DC.	

## Especies aceptadas
A continuación se brinda un listado de las especies del género Badiera aceptadas hasta mayo de 2014, ordenadas alfabéticamente. Para cada una se indica el nombre binomial seguido del autor, abreviado según las convenciones y usos. 
- Badiera acuminata (Willd.) DC.
- Badiera berteroana Spreng.
- Badiera caracasana (Kunth) C.H.Perss.
- Badiera cubensis Britton
- Badiera divaricata DC.
- Badiera fuertesii Urb.
- Badiera heterophylla Britton
- Badiera montana Britton
- Badiera oblongata Britton
- Badiera penaea (L.) DC.
- Badiera portoricensis Britton
- Badiera propinqua Britton
- Badiera punctata Britton
- Badiera virgata Britton